# Wiener Gasometer
Wiener Gasometer i Wien er fire tidligere gasbeholdere, hver med en kapacitet på 90.000 m³ gas. 
Anlægget er bygget som en del af det kommunale gasanlæg Gaswerk Simmering, der blev opført i 1896–1899. De er beliggende i den 11. bezirk, Simmering. De blev brugt til opbevaringstanke i næsten et helt århundrede, nemlig fra 1899 til 1984. Efter skiftet til naturgas mellem 1969 og 1978 blev de ikke længere brugt, og blev derfor lukket ned. Kun de ydre murstensvægge er bevarede på grund af de arkitektoniske fordele.
Mellem 1999 og 2001 blev bygningerne ombygget til brug til andre formål. Dermed blev de øverste etager udnyttet til beboelse, de midterste til kontorer og de nederste til indkøbscenter. Denne ombygning blev varetaget af arkitekterne Jean Nouvel, Coop Himmelb(l)au, Manfred Wehdorn og Wilhelm Holzbauer til hhv. bygning A, B, C og D.

## galerie
- Gasometer A, Jean Nouvel
- Gasometer B, Coop Himmelb(l)au
- Gasometer C, Manfred Wehdorn
- Gasometer D, Wilhelm Holzbauer